# Madden NFL 13
Madden NFL 13 est un jeu vidéo de sport (football américain) sorti en 2012 sur Xbox 360, PlayStation 3, PlayStation Vita, Nintendo Wii et Wii U. Le jeu a été développé par EA Tiburon et édité par EA Sports. Il fait partie de la série Madden NFL.

## Accueil
- Jeuxvideo.com : 16/20 (PS3/X360)[1]